# Imperi Austrohongarès
L'Imperi Austrohongarès o simplement Àustria-Hongria (en alemany: Österreich-Ungarn, en hongarès: Osztrák-Magyar Monarchia) fou un estat dual existent a Europa entre els anys 1867 i 1918, fruit de la unió del Regne d'Hongria i l'Imperi d'Àustria amb l'Ausgleich o Compromís austrohongarès. Segons aquest acord, els dos estats passaven a formar una monarquia dual sota el domini de la dinastia dels Habsburg, que passaven a ser emperadors d'Àustria i reis d'Hongria. No existia una ciutadania única comuna a tot l'Imperi sinó que era en funció del Regne o Imperi al qual pertanyien. L'únic que compartien eren les finances, l'exèrcit i la política exterior. Per la resta, els dos estats actuaven formalment com a estats independents amb seu governamental a cadascuna de les seves respectives capitals, Viena i Budapest. Aquesta monarquia s'anomenava oficialment: Regnes i Territoris representats al Consell Imperial i els Territoris de la Corona de Sant Esteve. També era coneguda com la Monarquia Dual o Monarquia Imperial i Reial (en alemany: "Die im Reichsrat vertretenen Königreiche und Länder und die Länder der Heiligen Ungarischen Stephanskrone"; en hongarès:"''A Birodalmi Tanácsban képviselt királyságok és országok és a Magyar Szent Korona országai").
El 1914 tenia una extensió de 675.936 km² essent el segon estat més extens d'Europa després de l'Imperi Rus. La població total el 1910 era lleugeramnet superior als 52.000.000 d'habitants i era el tercer estat més poblat del continent després de l'Imperi Rus i del II Reich alemany. La capital, Viena, va passar de 440.000 habitants l'any 1840 a 2.200.000 poc abans de l'esclat de la Gran Guerra, i fou la quarta ciutat més gran d'Europa.
Àustria-Hongria va crear-se el 1867 arran d'un compromís entre la noblesa d'Hongria i l'emperador Francesc Josep I d'Àustria per tal de mantenir l'antic Imperi d'Àustria, establert el 1806, després de l'abolició del Sacre Imperi Romanogermànic per part de Napoleó. Durant els seus cinquanta anys d'existència, l'imperi va viure una època de ràpid creixement econòmic i de modernització, i també de reformes polítiques liberals. El principal problema foren les reivindicacions nacionals dels pobles que el formaven.
Els emperadors austrohongaresos foren:
- Francesc Josep I d'Àustria (1848-1916)
- Carles I d'Àustria i IV d'Hongria (1916-1918)

L'Imperi austrohongarès va desaparèixer arran de la seva derrota a la Primera Guerra Mundial, i actualment està repartit entre els següents estats europeus: Àustria, Hongria, Txèquia, Eslovàquia, Eslovènia, Croàcia, Bòsnia i Hercegovina, Sèrbia i Montenegro. Les regions del Trentino (Itàlia)-Alto Adige/Tirol del Sud formen part d'Itàlia); el Bànat repartit entre Sèrbia, Romania i Hongria; Transsilvània de Romania; la Galítsia de Polònia) i Rutènia i la part oriental de Galítsia (l'actual ciutat de Lvov, anomenada Lemberg en el temps per l'Imperi, a l'actual Ucraïna.

## Els territoris de l'imperi

Mapa dels comtats de les Terres de la Corona de Sant Esteve (Hongria pròpiament dita i Croàcia-Eslavònia)
Les terres de la Corona de Sant Esteve estaven formades pels territoris del Regne d'Hongria (16) i del Regne de Croàcia-Eslavònia (17).

Molts textos designen la part austríaca de l'imperi amb el nom de Cisleithània per situar-se a l'oest del riu Leitha, segons la perspectiva austríaca. Galítzia era al nord-est, però també es considerava austríaca. Abastava molt més que l'Àustria estricta i no va tenir cap nom oficial abans del 1915, per això se'ls anomenava Els Regnes i Territoris representats al Consell Imperial. El Consell Imperial funcionava com a parlament de Cisleithània.
De la mateixa manera, la part hongaresa, dita Transleithània, era molt més àmplia que Hongria i duia el nom d'Els Territoris de la Sagrada Corona Hongaresa de Sant Esteve. Sant Esteve es referia al rei Esteve I d'Hongria, venerat com a sant per l'Església catòlica.
Els regnes i territoris de Cisleithània eren:
- el Regne de Bohèmia
- el Regne de Dalmàcia
- el Regne de Galítsia
- l'arxiducat d'Àustria
- el ducat de Bucovina
- el ducat de Caríntia
- el ducat de Carniola
- el ducat de Salzburg
- el ducat de l'Alta Silèsia i la Baixa Silèsia
- el ducat d'Estíria
- el margravat de Moràvia
- el comtat principesc del Tirol (que incloïa el territori de Vorarlberg),
- el Küstenland ("El Territori de la Costa", que incloïa el comtat principesc de Gorítzia i Gradisca, la ciutat de Trieste i el margravat d'Ístria).

Els regnes i territoris de Transleithània eren:
- el Regne d'Hongria, incloent-hi Transsilvània i Vojvodina
- el Regne de Croàcia i Eslavònia
- la ciutat de Fiume.

Bòsnia i Hercegovina formava un territori separat dins de l'imperi, governat per les dues parts.

## El compromís de 1867
Amb la signatura en 1866 de la Pau de Praga per part de Napoleó III de França, el principal resultat de la Guerra Austroprussiana va ser un canvi en el poder entre els estats alemanys tret d'Àustria i l'hegemonia del Regne de Prússia, i l'impuls cap a la unificació de tots els estats del nord d'Alemanya en una Alemanya Petita (Kleindeutschland) que excloïa Àustria. El 1867 es va crear la Confederació d'Alemanya del Nord, sota Guillem I de Prússia, integrada per 21 estats del Nord amb un govern federal amb Àustria exclosa. La pau definitiva entre Itàlia i Àustria es va signar el 3 d'octubre pel Tractat de Viena, amb la mediació de Napoleó III. L'Imperi Austríac va reconèixer formalment el Regne d'Itàlia i va cedir Venècia (que comprenia Màntua, la vall del Vèneto i el Friül occidental) a l'Imperi Francès, que al seu torn la va cedir a Itàlia. Això va representar la dissolució definitiva del Regne Llombardovènet, ja que la Llombardia continental havia estat cedida al Regne de Sardenya-Piemont pel Tractat de Zuric el 1859.
El Compromís Austrohongarès (Ausgleich en alemany; kieggyezés en hongarès) de febrer del 1867 va establir la monarquia dual en substitució de l'antic imperi unitari d'Àustria, existent des del 1806. Va ser la conseqüència tant del moment de feblesa que vivia Àustria respecte a Europa arran de les derrotes en les guerres contra el Regne de Sardenya (1859) i contra Prússia (1866), com del descontentament de la noblesa d'Hongria amb el govern central de Viena, així com del creixement de la consciència nacional dels altres pobles de l'imperi. Tot això accentuat per la repressió per part d'Àustria de la Revolució Hongaresa de 1848-1849, amb l'ajuda de Rússia.
En un esforç per ampliar el suport a la monarquia, l'emperador Francesc Josep va obrir negociacions per a un compromís amb la noblesa magiar. Alguns membres del govern, com ara el primer ministre austríac, el comte Richard von Belcredi, va aconsellar a l'emperador d'arribar a aquest tipus d'acords amb totes les nacionalitats de l'imperi per arribar a una estructura federal. Tanmateix, Francesc Josep no ignorava el poder de la noblesa magiar que no estava disposada a acceptar res que no fos una relació bilateral amb les elits austríaques.
Especialment, els dirigents hongaresos demanaven -i els fou concedit- que Francesc Josep es fes coronar rei d'Hongria, per així reafirmar els privilegis històrics hongaresos, l'establiment d'un parlament propi a Budapest amb poder legislatiu sobre tots els territoris històrics de la corona hongaresa del rei Esteve I. Així, aconseguien el predomini de les elits magiars sobre les minories romaneses i eslaves.

## Estructura política

Mapa ètnic de l'Imperi austrohongarès segons el cens del 1910

Hongria i Àustria van mantenir dos parlaments separats, cadascun amb el seu propi primer ministre. De la coordinació entre aquests dos governs, se n'encarregava el govern de l'emperador, dotat en teoria d'un poder absolut, però limitat en la pràctica. Tant dins de Cisleithània com d'Hongria, certes regions com ara Galítsia (Àustria) i Croàcia (Hongria) gaudien d'un règim autònom d'autogovern.
Hi havia un Consell de Ministres Comú format pels dos primers ministres, alguns arxiducs i l'emperador, que s'encarregava del govern de les responsabilitats comunes (finances, defensa i política exterior). A la vegada, dues delegacions representants de cadascun dels dos parlaments es reunien per separat i votaven les propostes del Consell de Ministres Comú. Tanmateix, l'emperador tenia la decisió final en defensa i relacions exteriors.
La invasió de competències entre els ministeris conjunts i els governs de cadascun dels dos estats causà friccions i desgovern, especialment en les forces armades. Malgrat que el Consell de Ministres Comú s'encarregava de tota la qüestió militar, el govern austríac i l'hongarès quedaren encarregats dels temes de reclutament, legislació del servei militar, transport de tropes i de la regulació de les qüestions civils dels militars. Per tant, cada un dels governs tenia molta influència en qüestions militars i cadascú podia desbaratar operacions militars si ho jutjava convenient als seus interessos.
Es donaren sovint conflictes sobre aranzels exteriors i sobre la contribució de cadascun dels estats a la hisenda comuna. Segons els acords del compromís de 1867, cada deu anys s'havien de renegociar aquests temes, cada renovació portava nous problemes polítics. El 1905, les relacions s'enverinaren amb la disputa de quina llengua s'havia d'usar en l'exèrcit hongarès i per l'arribada al poder a Budapest l'abril de 1906 d'un govern de coalició nacionalista hongarès. Els acords, però, es renovaren l'octubre de 1907 i el novembre de 1917.

## Demografia
|                       | Població (1910) | Població (1914) |
| --------------------- | --------------- | --------------- |
| Alta Àustria          | 853 000         | 864 000         |
| Baixa Àustria         | 3 532 000       | 3 635 000       |
| Bohèmia               | 6 770 000       | 6 860 000       |
| Bucovina              | 800 000         | 818 000         |
| Caríntia              | 396 000         | 406 000         |
| Carniola              | 526 000         | 530 000         |
| Dalmàcia              | 646 000         | 668 000         |
| Estíria               | 1 444 000       | 1 468 000       |
| Galítsia i Lodomèria  | 8 025 000       | 8 212 000       |
| Küstenland            | 894 000         | 938 000         |
| Moràvia               | 2 622 000       | 2 667 000       |
| Salzburg              | 215 000         | 221 000         |
| Silèsia               | 757 000         | 776 000         |
| Tirol i Vorarlberg    | 1 092 000       | 1 130 000       |
| Àustria               | 28 571 000      | 29 193 000      |
| Croàcia i Eslavònia   | 2 622 000       | 2 670 000       |
| Hongria               | 18 265 000      | 18 811 000      |
| Fiume                 | 49 000          | 49 000          |
| Hongria               | 20 936 000      | 21 530 000      |
| Bòsnia i Hercegovina  | 1 932 000       | 2 076 000       |
| Imperi austrohongarès | 51 439 000      | 52 799 000      |

La població estava repartida de manera desigual arreu de l'Imperi, amb una densitat de població de 78 hab/km². El 1914, la part austríaca de l'Imperi (Cisleitània) tenia 97 hab/km² y el Regne d'Hongria (Transleitània) 66 hab/km². El contrast era més gran entre les regions industrialitzades (Baixa Àustria, Bohèmia, Moràvia i la part austríaca de Silèsia), que superaven els 120 hab/km², i les zones muntanyenques dels Alps (Salzburg, Tirol i Vorarlberg) i els Balcans (Bòsnia-Hercegovina i Dalmàcia), que no arribaven als 60 hab/km². Les regions centrals, dedicades sobretot a l'agricultura (Carniola, Croàcia, Estíria i Hongria), tenien densitats entre els 50 hab/km² i els 70 hab/km². En canvi, la costa adriàtica estava més poblada amb més de 100 hab/km², i les altres regions d'economia mixta (Alta Àustria, Bucovina) estaven entre els 70 i els 80 hab/km². La gran província de Galítsia i Lodomèria, era la més de Cisleitània, estava a l'entorn dels 100 hab/km².

## Conflictes nacionals
Els txecs (majoritaris a Bohèmia, Moràvia i la Silèsia austríaca), els polonesos i els ucraïnesos (residents a Galítzia), els eslovens (a Carniola, Caríntia i a la part meridional d'Estíria, majoritàriament l'Eslovènia d'avui dia) i els croats, italians i eslovens d'Ístria aspiraven a tenir més participació en el govern de Cislethània.
Per altra banda, el domini magiar fou protestat per les minories romaneses de Transsilvània i del Banat oriental, pels eslovacs de l'actual Eslovàquia, i pels croats i serbis dels territoris de Croàcia i Dalmàcia (avui dia pertanyents a Croàcia), per Bòsnia i Hercegovina i per les províncies de la Vojvodina (avui dia incloses a Sèrbia).
Malgrat que els dirigents hongaresos van mostrar menys voluntat que els seus homòlegs austríacs a compartir el poder amb les seves minories, van concedir una àmplia autonomia al Regne de Croàcia el 1868.
La llengua era una de les qüestions candents en la política austrohongaresa. Tots els governs van trobar-se amb problemes a l'hora de definir quina havia de ser la llengua de l'administració i de l'ensenyament. Les minories volien assegurar-se unes àmplies possibilitats per a l'ensenyament en el seu idioma com també en les llengües dominants: l'alemany i l'hongarès. Així, segons l'ordenança del 5 d'abril de 1897, el primer ministre austríac Kasimir Felix Graf Badeni va concedir al txec la plena igualtat amb l'alemany en el govern de Bohèmia, la qual cosa, però, va provocar una crisi motivada per l'agitació nacionalista alemanya que s'estengué a tot Àustria. Al final, Badeni va acabar sent destituït. Els txecs van perdre el privilegi de poder usar la seva llengua en la seva vida quotidiana, incloent-hi els diaris i els llocs de treball, on havien de parlar en alemany. Els resultat fou un caos general.
A partir del gener de 1907, totes les escoles d'Eslovàquia foren obligades a ensenyar només en hongarès, i s'arribà a cremar llibres i diaris escrits en eslovac. Aquesta mesura va motivar fortes crítiques, entre d'altres, les expressades per Bjørnstjerne Bjørnson.
En les seves desavinences, cadascun dels dos estats (el Regne d'Hongria i l'Imperi d'Àustria) usava en profit propi els conflictes nacionals de l'altre. Segons Misha Glenny (The Balkans, 1804-1999), els austríacs van respondre al suport hongarès als txecs estimulant el moviment nacional croata a Zagreb.
Arran de la instauració del sufragi universal masculí el 1907, els eslaus van aconseguir majoria en el parlament de Cisleithania. Com que el parlament estava massa dividit com per presentar una política de govern, a partir del 1909 el país passà a ser governat per decrets imperials.

## Economia

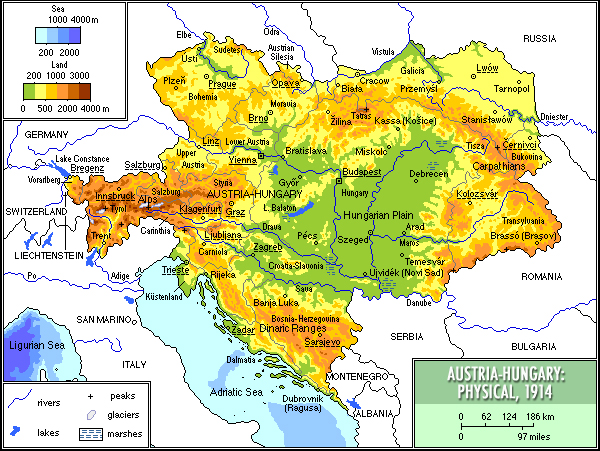
Mapa físic de l'Imperi austrohongarès del 1914

L'economia austrohongaresa va canviar profundament durant l'època de la monarquia dual. El procés tecnològic accelerà la industrialització i el creixement de les ciutats. Davant del desenvolupament del capitalisme, les antigues institucions feudals començaren a desaparèixer. El creixement econòmic va centrar-se en un principi a la rodalia de Viena (l'actual Àustria) i a les regions alpines i Bohèmia. Durant els darrers anys del segle xix, el creixement econòmic va estendre's també cap a les planes d'Hongria i les regions dels Carpats. Dins de la monarquia, les regions occidentals acostumaven a estar molt més desenvolupades que les orientals. Com a mostra del ràpid creixement econòmic, el PNB per capita va incrementar-se un 1,45% cada any entre 1870 i 1913. Un nivell de creixement comparable al d'altres països com ara Gran Bretanya (1,00%), França (1,06%) i Alemanya (1,51%). Tanmateix, l'economia de la monarquia en el seu conjunt encara es trobava per darrere de les economies d'altres potències, ja que havia començat més tard la seva modernització. Així, Gran Bretanya tenia un PNB tres vegades superior a l'austrohongarès i Alemanya, el doble. Per altra banda, hi havia importants diferències de nivell econòmic entre les diferents regions.
El ferrocarril va estendre's ràpidament a l'Imperi austrohongarès. Anteriorment, el 1841, l'Imperi austríac havia desenvolupat una xarxa de ferrocarrils a l'oest, amb origen a Viena. Poc després, en adonar-se'n dels seus profits militars, el govern va invertir fortament en ferrocarrils construint línies de tren cap a Bratislava, Budapest, Praga, Cracòvia, Graz, Ljubljana i Venècia. Vers el 1854, l'imperi disposava de 2.000 km de vies fèrries, de les quals prop d'un 70% eren propietat de l'estat. Aleshores, el govern va començar a vendre grans parts de la línia a la iniciativa privada per recuperar les seves inversions i poder pagar els costos de la Revolució del 1848 i de la Guerra de Crimea.
Des del 1854 fins al 1879, la iniciativa privada va ocupar-se de la construcció de noves vies. Cisleithània, amb 7.952 nous km de línia, i Hongria, amb 5.839 km, van aconseguir d'aquesta manera cohesionar l'economia austrohongaresa, almenys pel que fa al transport.
Després de 1879, el govern austrohongarès va començar a renacionalitzar la xarxa ferroviària, principalment a causa de l'aturada del creixement econòmic durant la depressió mundial dels anys 1870. Entre 1879 i 1900, es van construir més de 25.000 nous km a tot l'imperi, fent arribar el tren a les regions més orientals.
La xarxa ferroviària va reduir els costos de transport i va obrir nous mercats per a productes d'altres regions de la monarquia dual.

## Política exterior

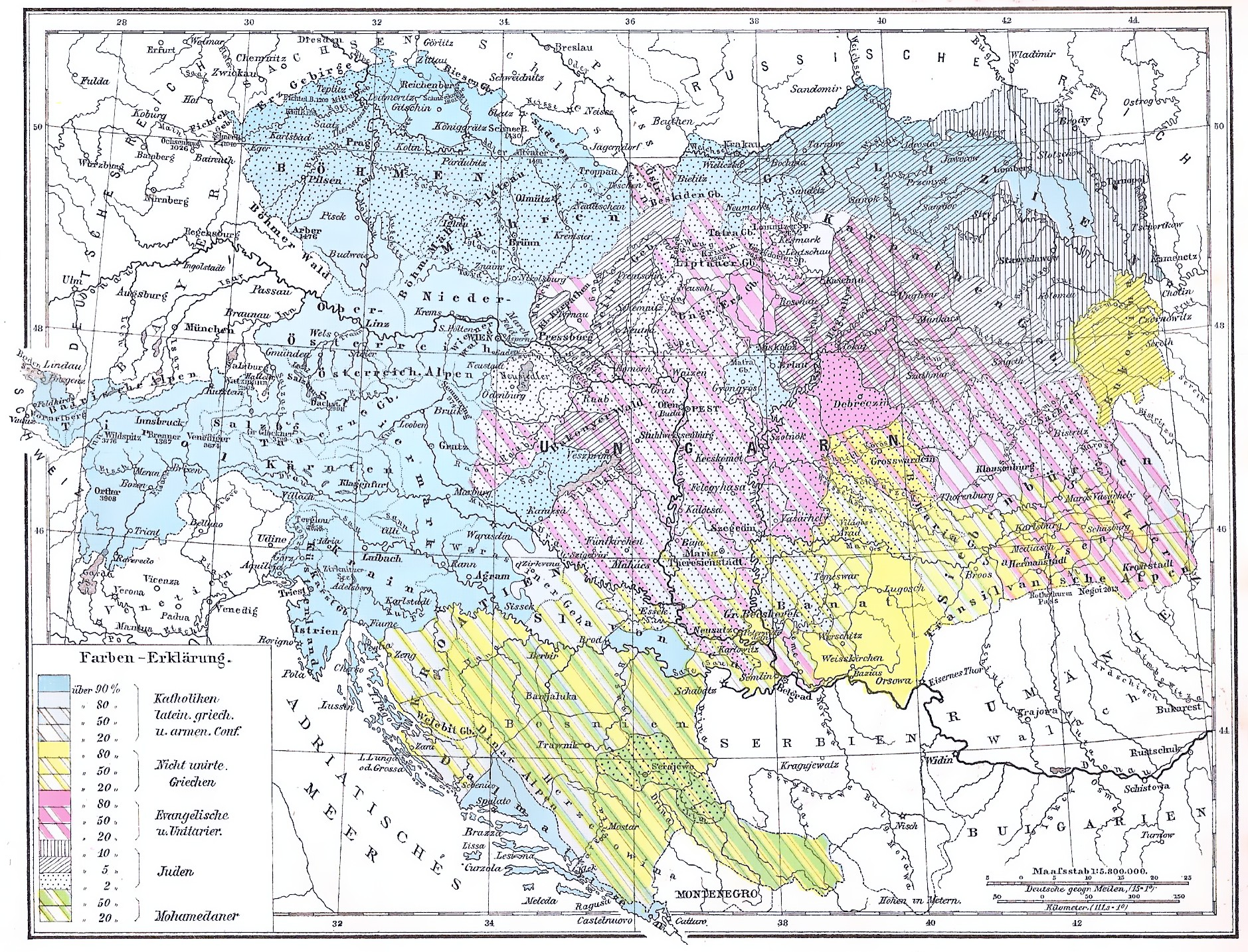
Mapa de les religions de l'Imperi austrohongarès del 1881, edició d'Andrees Allgemeiner Handatlas

Després de les derrotes a Itàlia i Prússia en la Guerra Austroprussiana, el tractat de Berlín marca l'inici dels esforços expansionistes als Balcans. Aleshores, s'inicià també la subordinació de la política austrohongaresa a Alemanya, per evitar la penetració de Rússia als Balcans. La política balcànica va enfrontar Àustria-Hongria amb Sèrbia, capdavantera d'un sentiment que aspirava a apoderar-se de Bòsnia-Hercegovina, amb Rússia, on el tsar es proclama defensor dels eslaus ortodoxos dels Balcans, i amb Itàlia, que desaprova la política de Viena. La Lliga dels Tres Emperadors va començar a deteriorar-se com a resultat de la insatisfacció de Rússia amb els resultats del Congrés de Berlín de 1878, que establia les bases de l'ordenament dels Balcans després de la guerra russoturca de 1877-1878 i atorgava a l'Imperi Austrohongarès un predomini polític sobre les restes del poderós Imperi Otomà a la regió balcànica. El govern imperial (Àustria) i el reial (Hongria) tenien diferents punts de vista sobre la política exterior. A Budapest, els polítics temien les annexions de territoris que aportessin més població no hongaresa al regne. Tanmateix, la Doble Aliança de l'imperi amb l'Imperi Alemany contra Rússia de l'octubre de 1879 va ser acceptada tant per hongaresos com per austríacs, ja que tots dos consideraven l'Imperi Rus com una amenaça.
En aplicació del tractat de Berlín (1878), les forces austrohongareses ocuparen el territori de Bòsnia i Hercegovina, fins aleshores una província de l'Imperi Otomà i amb una gran part de població sèrbia. A l'octubre de 1908, fou annexionat definitivament a l'imperi com un condomini sota el Ministeri de Finances sense incorporant-lo a cap dels dos estats. El 1882, Itàlia s'adherí al pacte, formant-se llavors l'anomenada Triple Aliança per aconseguir la pau a Europa.

## La Primera Guerra mundial
El 28 de juny de 1914, l'arxiduc Francesc Ferran d'Àustria, nebot de l'emperador Francesc Josep i hereu del tron austrohongarès, va visitar la capital de Bòsnia, Sarajevo, on Gavrilo Princip, un serbi bosnià militant del grup nacionalista La Mà Negra, el va assassinar.
Després del congrés de Berlín, realitzat el 1878, la despesa militar austrohongaresa no havia arribat ni tan sols a duplicar-se, mentre que la d'Alemanya s'havia quintuplicat i la de Gran Bretanya, Rússia i França s'havien triplicat. Anteriorment, l'Imperi austrohongarès havia hagut de cedir els seus territoris italians al Regne de Piemont en el transcurs del procés de la unificació d'Itàlia. D'altra banda, molts austrohongaresos consideraven imminent la cessió dels territoris eslaus del sud a Sèrbia, que havia aconseguit unes importants conquestes territorials en la Segona Guerra balcànica de 1913, fet que va causar gran preocupació entre els cercles governamentals de Viena i Budapest. Alguns membres destacats del govern, com ara Conrad von Hötzendorf, volien enfrontar-se a la creixent Sèrbia. Comptant amb el suport d'Alemanya, el govern austrohongarès va decidir anar a la guerra contra Sèrbia abans que aquest país pogués incitar a una revolta els eslaus del sud. Així doncs, usant l'assassinat de Sarajevo com a pretext, van presentar a Sèrbia una llista de deu exigències que, òbviament, el govern serbi no podia acceptar. Quan Sèrbia va anunciar que de les deu exigències només n'acceptava nou, Àustria-Hongria li va declarar la guerra.
Així començava la Primera Guerra Mundial, amb Rússia mobilitzada a favor de Sèrbia, Alemanya declarant la guerra a Rússia i França (aliada de Rússia) declarant la guerra a Alemanya.
En un primer moment, Itàlia va mantenir-se neutral, malgrat tenir un tractat d'aliança amb Àustria-Hongria. El 1915, però, es va passar al bàndol dels països de l'Entesa, amb la idea de conquerir territoris a l'Imperi austrohongarès.
Al principi, les tropes austrohongareses van esclafar Sèrbia, defensaren els camins cap a Hongria i evitaren l'avenç d'Itàlia a Gorizia. Tot i patir moltes baixes, amb l'ajuda alemanya, aconseguí importants victòries a Galítzia (maig de 1915) i a la batalla de Caporetto contra Itàlia (octubre de 1917). Durant la guerra, la política militar austrohongaresa va quedar cada vegada més subordinada a Alemanya.
Al final, la manca de queviures, la baixa moral i l'elevat nombre de baixes va minar la capacitat d'acció de l'exèrcit.

## La dissolució de l'imperi
Després del fracàs de l'ofensiva de Primavera, el curs de la guerra va decantar-se decididament contra els imperis centrals. Malgrat que els dirigents de les minories nacionals s'havien mantingut lleials a l'imperi, l'agreujament de la situació els va dur a trencar amb els Habsburg. Segons va anar fent-se evident que la guerra la guanyarien els aliats, els dirigents de les minories nacionals van anar optant per la independència i la ruptura de l'imperi, que ja no podia oferir cap al·licient a les nacionalitats per mantenir-ne la unitat. A més, la guerra havia dut la misèria i els socialistes protestaven contra l'abandó de les polítiques que, abans de 1914, havia seguit el govern de Cisleithània. En aquestes circumstàncies, a partir de setembre de 1918, les declaracions d'independència pels pobles de l'imperi van succeir-se en cadena, abans que s'arribés a l'armistici amb els aliats el 3 de novembre de 1918.
D'acord amb els catorze punts enunciats pel president dels Estats Units Woodrow Wilson, els aliats van donar suport als processos independentistes que posaren fi a l'imperi, tot i que el desmembrament no havia estat pas un objectiu dels aliats durant la guerra.
Els primers a formalitzar la nova situació foren els txecs i els eslovacs, que proclamaren la seva independència el 28 d'octubre de 1918; Hongria es va declarar independent el 31 d'octubre, malgrat que Transsilvània, on hi havia una important minoria hongaresa, va passar a Romania. El 29 d'octubre els eslaus del sud formaren l'Estat dels eslovens, croats i serbis, que, poc després, l'1 de desembre, s'uní amb Montenegro en el Regne dels Serbis, Croats i Eslovens.
Entre els tractats de pau que afectaren l'àrea de l'antic imperi, hi ha el tractat del Trianon de 1920.
Tant a Àustria com a Hongria, s'hi van proclamar repúbliques, per la qual cosa els Habsburg hagueren de marxar cap a l'exili. A Hongria, després de l'intent de revolució comunista de Bela Kun i de la intervenció romanesa de 1919, es va restaurar la monarquia, però deixant el tron vacant. Després d'intentar recuperar la corona a Budapest el març i l'octubre de 1921, Carles I fou deportat a l'illa de Madeira (Portugal), on va morir l'any següent. No havent-hi rei, a Hongria va establir-se la regència de l'almirall Miklós Horthy.
Aquests són els estats sorgits de la disgregació de l'Imperi austrohongarès:
- Àustria
- Hongria
- Txecoslovàquia
- el Regne dels Serbis, Croats i Eslovens, dit posteriorment Iugoslàvia

Estats que reberen territoris antigament austrohongaresos:
- Polònia: els voivodats de Silèsia, Baixa Polònia i Subcarpàtia, com també els territoris de Zakarpattia, Lviv, Ivano-Frankivsk, Ternópil i Txernivtsi, que després de la Segona Guerra Mundial passaren a Ucraïna, integrada aleshores a la Unió Soviètica
- Romania: Transsilvània i el comtat de Suceava
- Sèrbia i Montenegro: la província autònoma de la Vojvodina a Sèrbia i la ciutat de Kotor a Montenegro
- Itàlia: les regions autònomes de Trentino-Tirol del Sud i Friuli-Venezia Giulia

El Principat de Liechtenstein, que anteriorment havia demanat protecció a Viena, va formar una unió duanera i defensiva amb Suïssa i va adoptar la moneda suïssa en comptes de l'austríaca. L'abril de 1919, Vorarlberg, la província més occidental d'Àustria, va votar per majoria adherir-se a Suïssa; tanmateix, tant els suïssos com els aliats ignoraren aquesta votació.

## Historiografia
Les visions històriques sobre l'Imperi austrohongarès han canviat durant el segle xx.
A principis de segle, els historiadors eren persones que encara podien tenir una implicació personal o emotiva amb la història de l'imperi. Els historiadors nacionalistes acostumaven a considerar despòtica i antiquada la política dels Habsburg. Per la seva banda, altres historiadors, vinculats a l'antic règim, esdevingueren apologistes de l'imperi i intentaren explicar-ne les polítiques.
- Els escriptors més importants d'aquesta generació foren Oskar Jászi i Josef Redlich.

Després de la Segona Guerra Mundial, el caràcter dictatorial de molts dels estats successors de l'imperi, d'entre els quals l'única democràcia fou Txecoslovàquia, l'ocupació alemanya i el domini comunista soviètic, imposat a tots els territoris de l'antic Imperi amb l'excepció de la República d'Àustria, van dur a una visió més positiva de l'imperi, defensada sobretot per centreeuropeus exiliats als Estats Units. Tanmateix, els historiadors marxistes mantingueren el seu punt de vista negatiu sobre l'imperi.
- Els escriptors més importants d'aquesta generació foren C. A Macartney, Robert A. Kann i Arthur J. May.

Entre els historiadors, encara es manté la controvèrsia de si l'imperi estava abocat al col·lapse després de decennis de decadència, o si hauria pogut sobreviure de no haver-se produït la Primera Guerra Mundial.
- Segons Alan Sked en The Decline and Fall of the Habsburg Empire 1815–1918:

 parlar de decadència i caiguda en el cas de l'Imperi austrohongarès és senzillament desorientador: l'imperi va caure perquè va perdre una gran guerra.
- David F. Good comparteix el punt de vista de Sked, mentre que d'altres, com ara Solomon Wank, s'hi mantenen escèptics.